# Royal Victoria Dock

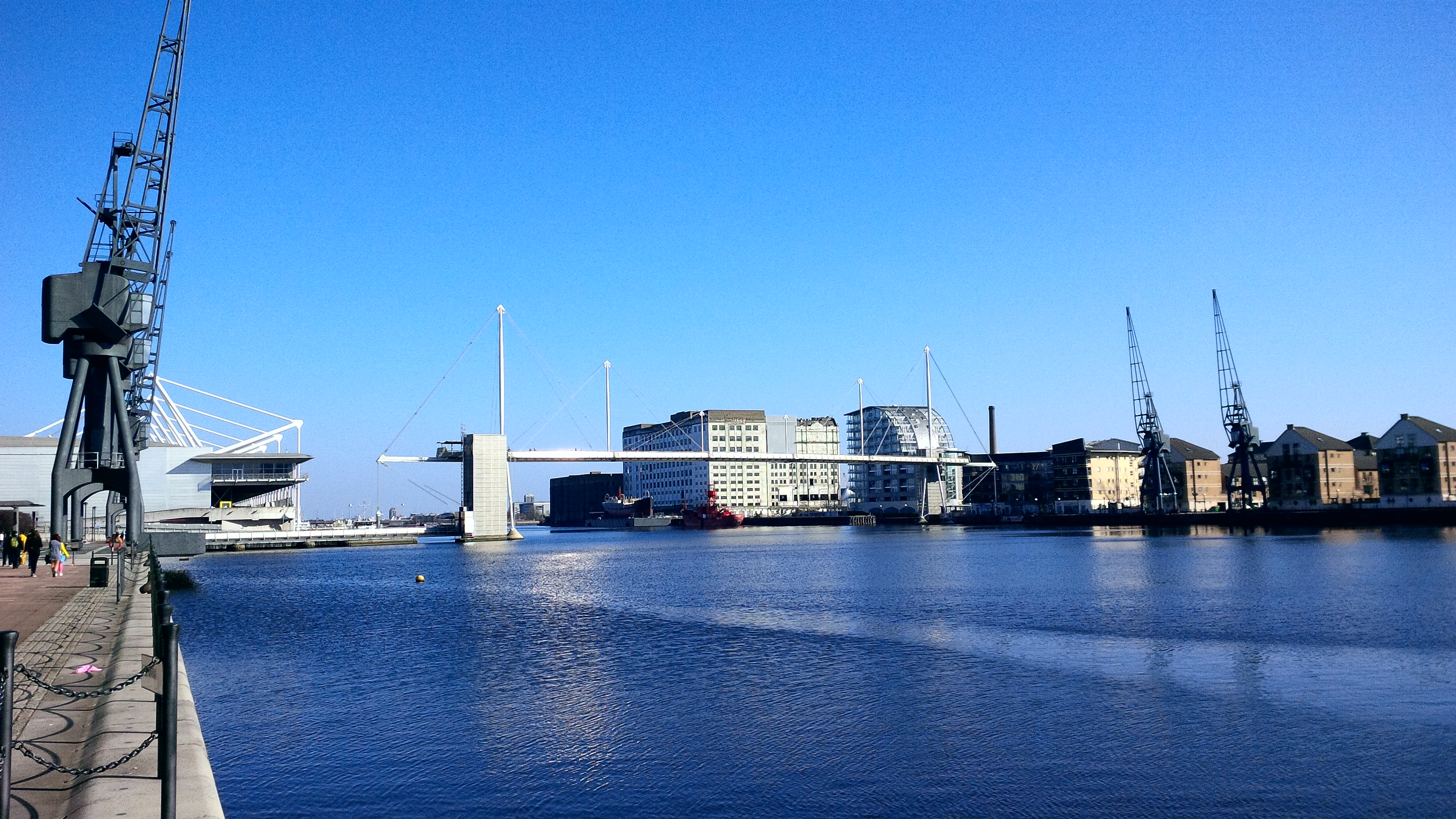
Royal Victoria Dock

Royal Victoria Dock är ett tidigare hamnområde i London. Det var en del av Royal Docks och öppnade 1855. Hamnverksamheten upphörde 1980 och området är idag en del av Docklands.
Royal Victoria Dock var den första hamnen av Londons hamnar som var byggd för att ta emot stora ångfartyg. Det var också den första hamnen som använde hydraulkraft och som hade anslutning till det nationella järnvägsnätet. Hamnen blev en stor kommersiell framgång med sin stora kapacitet jämfört med andra hamnar i Lonodn. Hamnen tappade i konkurrenskraft i samband med övergången till containertrafik och lades ned 1980.